# Fabien Hoblea
Fabien Hoblea est un athlète français, né à Valence le 5 mars 1965, adepte de la course d'ultrafond et champion de France des 24 heures en 2008. Il est également vice-champion du monde des 24 heures en 2008.

## Biographie
Fabien Hoblea est champion de France des 24 heures de Brive en 2008, vice-champion du monde des 24 heures de Séoul en 2008, trois fois vice-champion du monde des 24 heures par équipe en 2006, 2007 et 2008, vice-champion d'Europe des 24 heures par équipe en 2010 et médaillé de bronze des championnats d'Europe des 24 heures en 2010.
En outre, il est enseignant-chercheur en géographie physique à l'université Savoie-Mont-Blanc.

## Records personnels
Statistiques ultra de Fabien Hoblea d'après la Deutsche Ultramarathon-Vereinigung (DUV) :
- 5 000 m marche : 26 min 33 s 87 en 2007[6]
- 10 km route : 36 min 42 s en 2007[6]
- Marathon : 3 h 3 min 1 s au marathon d'Annecy en 2007[7]
- 100 km route : 8 h 11 min 46 s aux 100 km de Saint-Nazaire-les-Eymes en 2005
- 6 heures route : 76,080 km aux 6 h Pédestres du Parc d'Ambilly en 2007
- 12 heures route : 134,854 km aux championnats du monde IAU des 24 h de Brive en 2010
- 24 heures route : 267,074 km aux championnats du monde IAU des 24 h de Séoul en 2008